# Vallée de l'Ance
 (juillet 2022).
Si vous disposez d'ouvrages ou d'articles de référence ou si vous connaissez des sites web de qualité traitant du thème abordé ici, merci de compléter l'article en donnant les références utiles à sa vérifiabilité et en les liant à la section « Notes et références ».
La vallée de l'Ance est une vallée creusée par la rivière Ance, dans les départements français du Puy-de-Dôme, de la Haute-Loire et de la Loire. Elle débute dans les monts du Forez, au niveau des Hautes Chaumes du Forez, puis s'écoule vers le sud pour rejoindre la Loire au niveau de Bas-en-Basset, à 440 m d'altitude.

## Géographie

### Localisation

Relief de la vallée de l'Ance.

La source de l'Ance se situe sur le plateau de Pégrol, au sud de Pierre-sur-Haute, point culminant des monts du Forez à 1 634 m. Elle est composée d'une multitude de petites sources irrégulières, qui forment, après la traversée du plat de la Croix de Barras, un ruisseau encaissé dans une vallée sous les jasseries de Pégrol.

### Faune et flore

#### Flore
La flore dans la vallée de l'Ance est omniprésente. Des forêts de feuillus et conifères recouvrent les montagnes autour de la vallée. On y trouve de nombreuses espèces d'arbres comme le hêtre, le sapin, l'épicéa ou encore le douglas. La végétation est une végétation de moyenne montagne voire de montagne. Les hivers rudes et un climat humide tout au long de l'année sont plus propices à l'apparition d'espèces végétales s’acclimatant à de telles conditions. On y trouve aussi une très grande variété de fleurs comme la jonquille mais aussi des espèces plus rares. La flore de la vallée de l'Ance est riche et par conséquent à préserver.

## Histoire

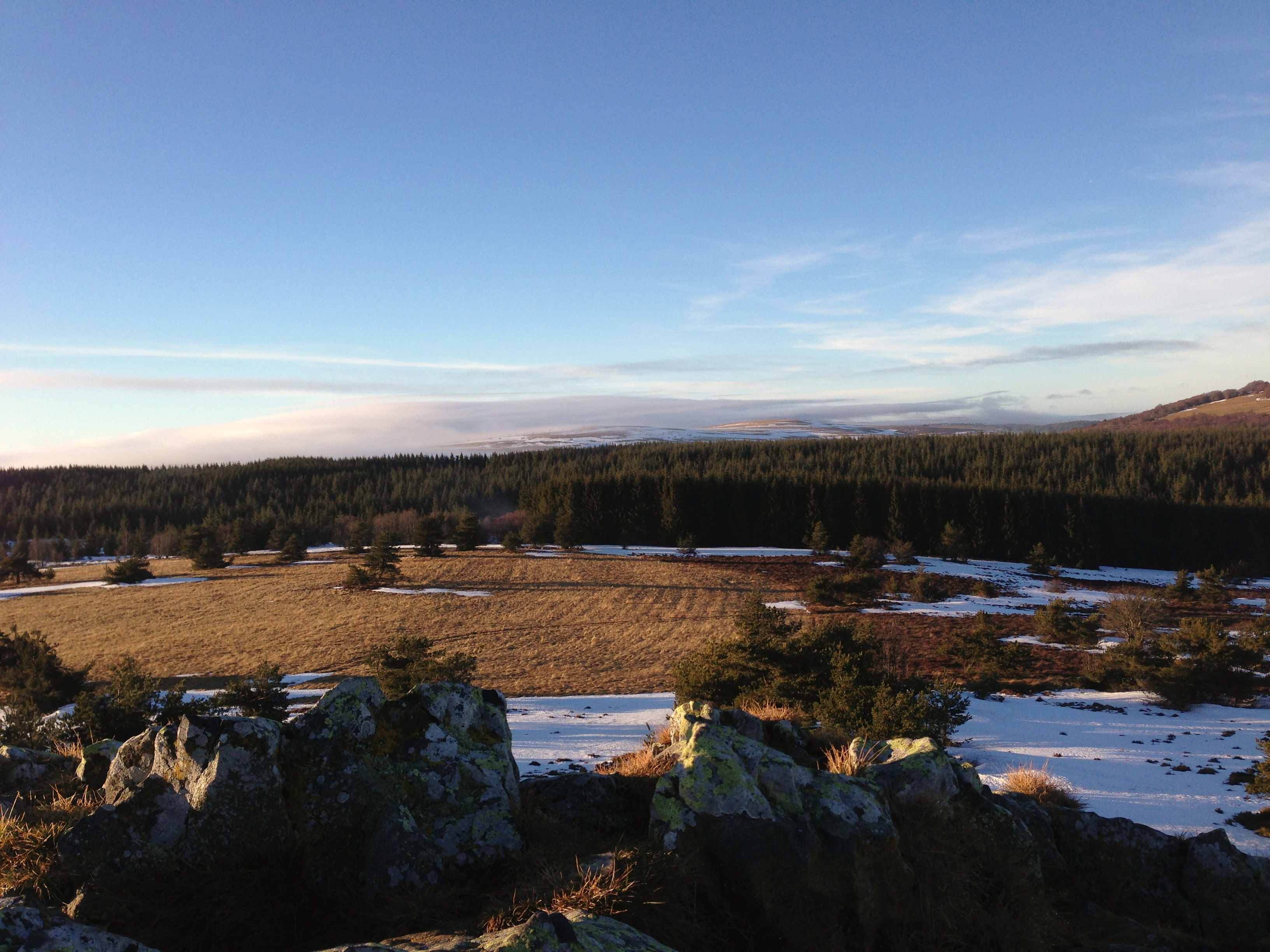
Vue sur Pierre-sur-Haute dans la brume depuis le sommet de la pierre Bazanne.

Si l'apogée de la vallée a eu lieu au XIXe siècle lorsque la vallée comptait le plus d'habitants, notamment des paysans, elle a gardé un caractère de moyenne montagne. Les châteaux de la Roue à Saint-Anthème et de Viverols marquent aussi la période du Moyen Âge, période durant laquelle la vallée était très isolée et austère. En effet, l'éloignement de cette vallée des villes a favorisé l'aspect « perdu », jusqu'au milieu du XXe siècle, la vallée était presque « coupée » du reste du monde. L'arrivée de l'automobile a fortement changé la donne même si l'absence de voies ferrées a été un facteur d'isolement.

## Activités
Le tourisme de la vallée de l'Ance se concentre notamment durant l'été. Les férus de la randonnée à pied sont donc ici au paradis. L'hiver, la neige permet d'autres activités tel que le ski, la luge ou la randonnée de raquettes. Les touristes attirés par la nature sauvage et préservée trouvent leur bonheur dans les multiples sentiers éducatifs prévus ou encore les nombreux chemins balisés dans le bois tout autour de la vallée. De plus les nombreux villages pittoresques de la vallée comme Saint-Anthème, Viverols, Saint-Clément-de-Valorgue, Saint-Romain, Églisolles ou encore Sauvessanges assurent un hébergement en camping ou en hôtels. Les restaurants sont nombreux dans la vallée de l'Ance.